# Stiring-Wendel
Pour les articles homonymes, voir Wendel.
Stiring-Wendel (prononcé [stiʁɛ̃ vɑ̃dɛl] ; Stieringen-Wendel en allemand) est une commune de la partie française de l'agglomération de Sarrebruck-Forbach, située dans le département de la Moselle en région Grand Est. Le territoire de la commune, d'une superficie de trois cent soixante hectares, est limitrophe de l'Allemagne.
Elle a été érigée en commune en 1857. Elle est localisée dans la région naturelle du Warndt et dans le bassin de vie de la Moselle-Est.

## Géographie

Représentations cartographiques de la commune
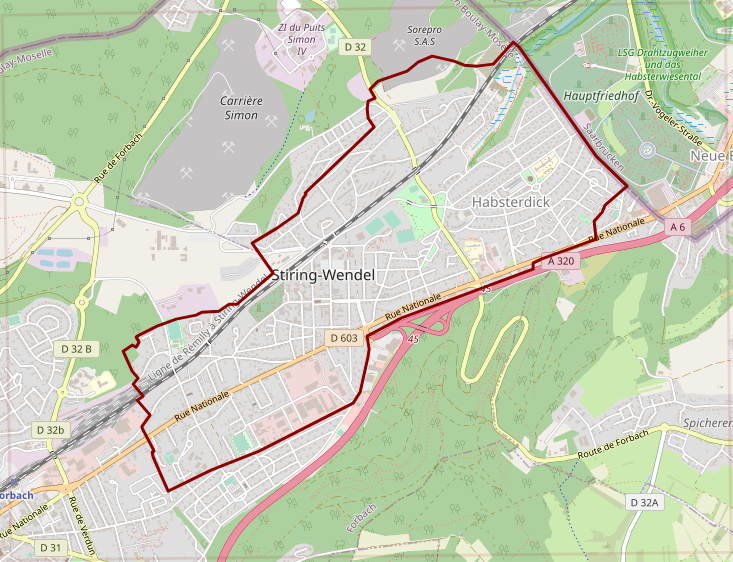
Carte OpenStreetMap.
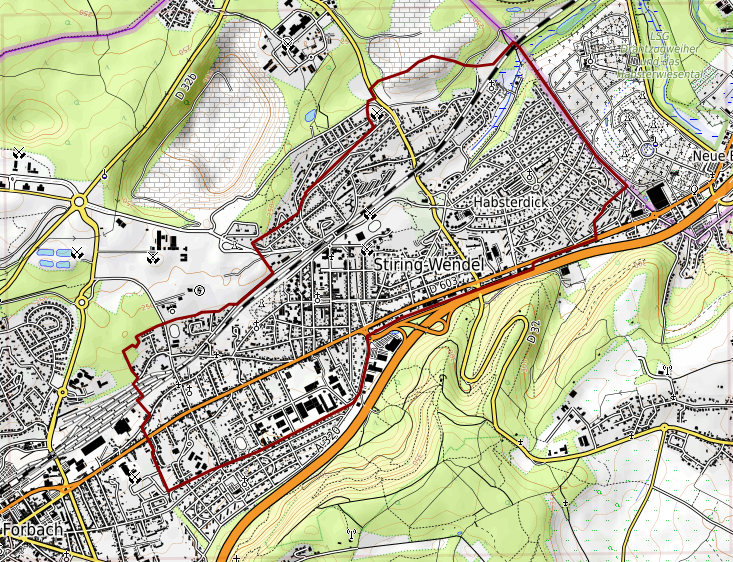
Carte topographique.

### Localisation
La ville est limitrophe de Forbach qu’elle sépare de Sarrebruck en Allemagne. Les autres communes limitrophes sont les communes françaises de Spicheren et Schœneck.
| Schœneck |                | Sarrebruck (Allemagne) |
|          | Stiring-Wendel |                        |
| Forbach  |                | Spicheren              |

### Géologie et relief
La superficie de la commune est de 360 hectares ; son altitude varie entre 205 et 254 mètres.

### Hydrographie
La commune est située dans le bassin versant du Rhin au sein du bassin Rhin-Meuse. Elle est drainée par le ruisseau du Pulverbach.

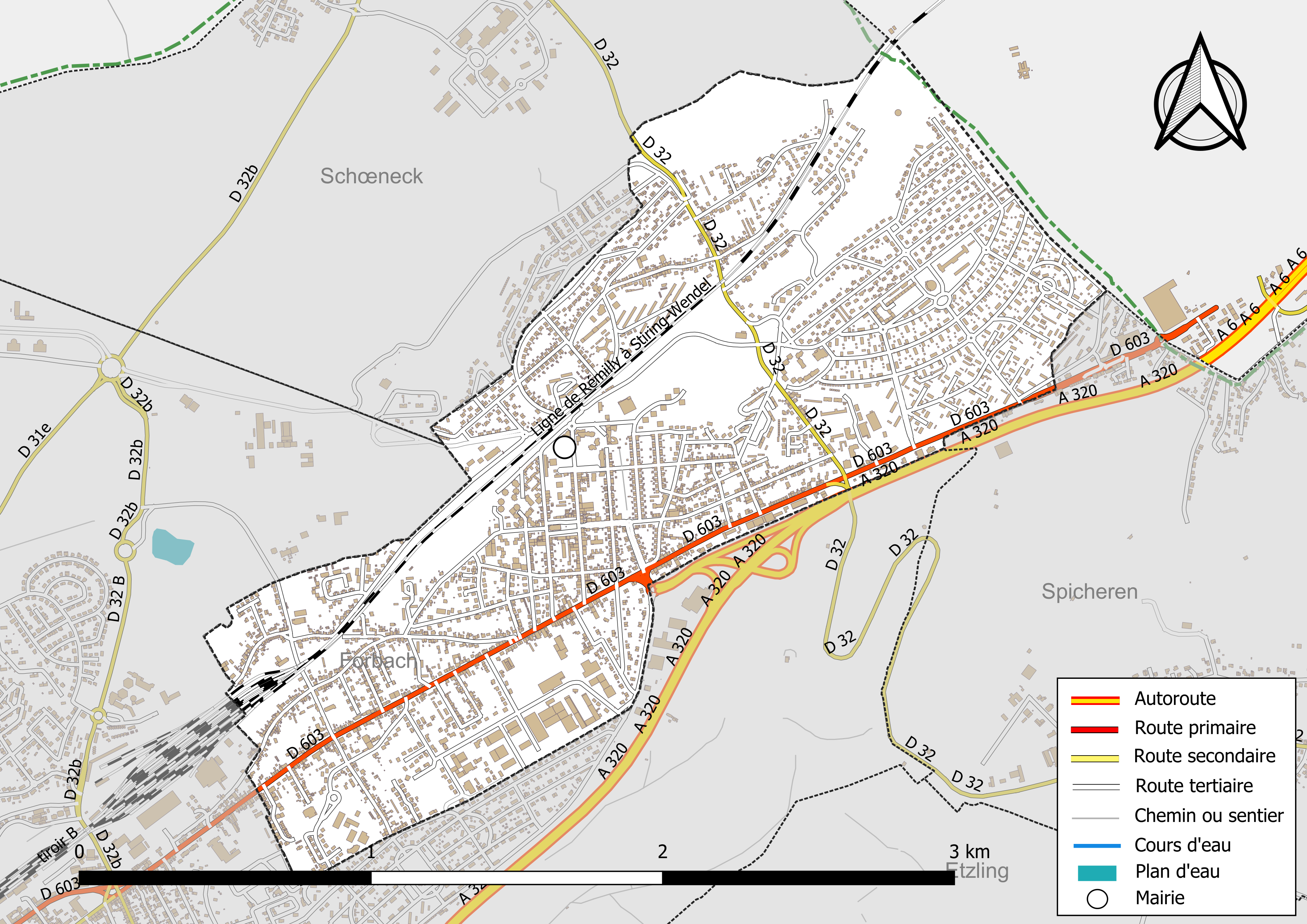
Réseaux hydrographique et routier de Stiring-Wendel.

### Climat
Pour des articles plus généraux, voir Climat du Grand Est et Climat de la Moselle.
En 2010, le climat de la commune est de type climat des marges montargnardes, selon une étude du Centre national de la recherche scientifique s'appuyant sur une série de données couvrant la période 1971-2000. En 2020, Météo-France publie une typologie des climats de la France métropolitaine dans laquelle la commune est exposée à un climat semi-continental et est dans la région climatique Lorraine, plateau de Langres, Morvan, caractérisée par un hiver rude (1,5 °C), des vents modérés et des brouillards fréquents en automne et hiver.
Pour la période 1971-2000, la température annuelle moyenne est de 9,9 °C, avec une amplitude thermique annuelle de 17,2 °C. Le cumul annuel moyen de précipitations est de 884 mm, avec 11,8 jours de précipitations en janvier et 9,5 jours en juillet. Pour la période 1991-2020, la température moyenne annuelle observée sur la station météorologique de Météo-France la plus proche, « Seingbouse », sur la commune de Seingbouse à 12 km à vol d'oiseau, est de 10,5 °C et le cumul annuel moyen de précipitations est de 731,4 mm. 
La température maximale relevée sur cette station est de 37,9 °C, atteinte le 25 juillet 2019 ; la température minimale est de −17 °C, atteinte le 20 décembre 2009,,.
Les paramètres climatiques de la commune ont été estimés pour le milieu du siècle (2041-2070) selon différents scénarios d'émission de gaz à effet de serre à partir des nouvelles projections climatiques de référence DRIAS-2020. Ils sont consultables sur un site dédié publié par Météo-France en novembre 2022.

## Urbanisme

### Typologie
Au 1er janvier 2024, Stiring-Wendel est catégorisée centre urbain intermédiaire, selon la nouvelle grille communale de densité à sept niveaux définie par l'Insee en 2022.
Elle appartient à l'unité urbaine de Sarrebruck (ALL)-Forbach (partie française), une agglomération internationale regroupant 15  communes, dont elle est ville-centre,,. Par ailleurs la commune fait partie de l'aire d'attraction de Sarrebruck (partie française), dont elle est une commune de la couronne,. Cette aire, qui regroupe 12 communes, est catégorisée dans les aires de 700 000 habitants ou plus (hors Paris),.

### Occupation des sols
L'occupation des sols de la commune, telle qu'elle ressort de la base de données européenne d’occupation biophysique des sols Corine Land Cover (CLC), est marquée par l'importance des territoires artificialisés (96,7 % en 2018), en augmentation par rapport à 1990 (93,5 %). La répartition détaillée en 2018 est la suivante : 
zones urbanisées (79,4 %), zones industrielles ou commerciales et réseaux de communication (14,2 %), forêts (3,3 %), mines, décharges et chantiers (3,1 %). L'évolution de l’occupation des sols de la commune et de ses infrastructures peut être observée sur les différentes représentations cartographiques du territoire : la carte de Cassini (XVIIIe siècle), la carte d'état-major (1820-1866) et les cartes ou photos aériennes de l'IGN pour la période actuelle (1950 à aujourd'hui).

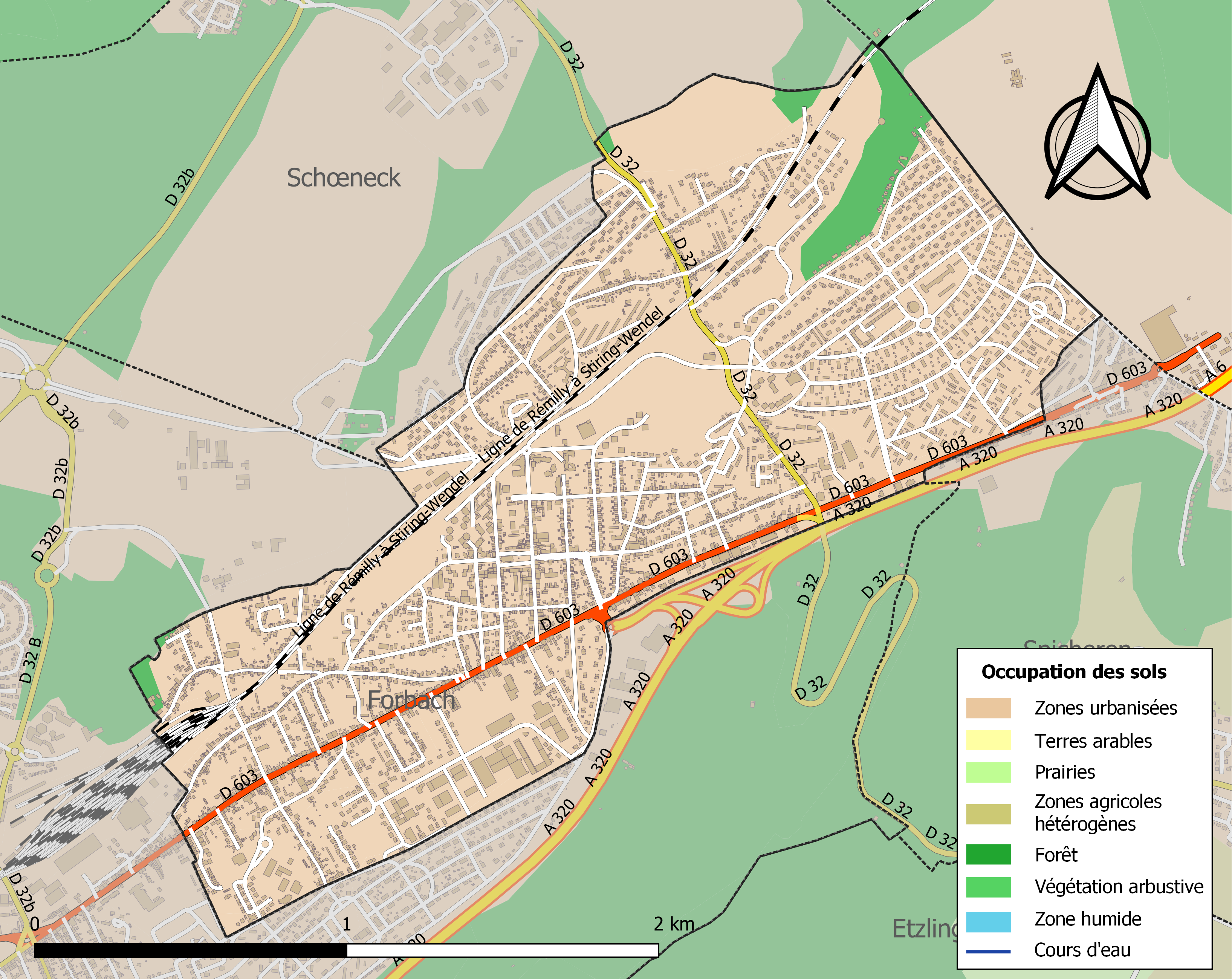
Carte des infrastructures et de l'occupation des sols de la commune en 2018 (CLC).

### Morphologie urbaine

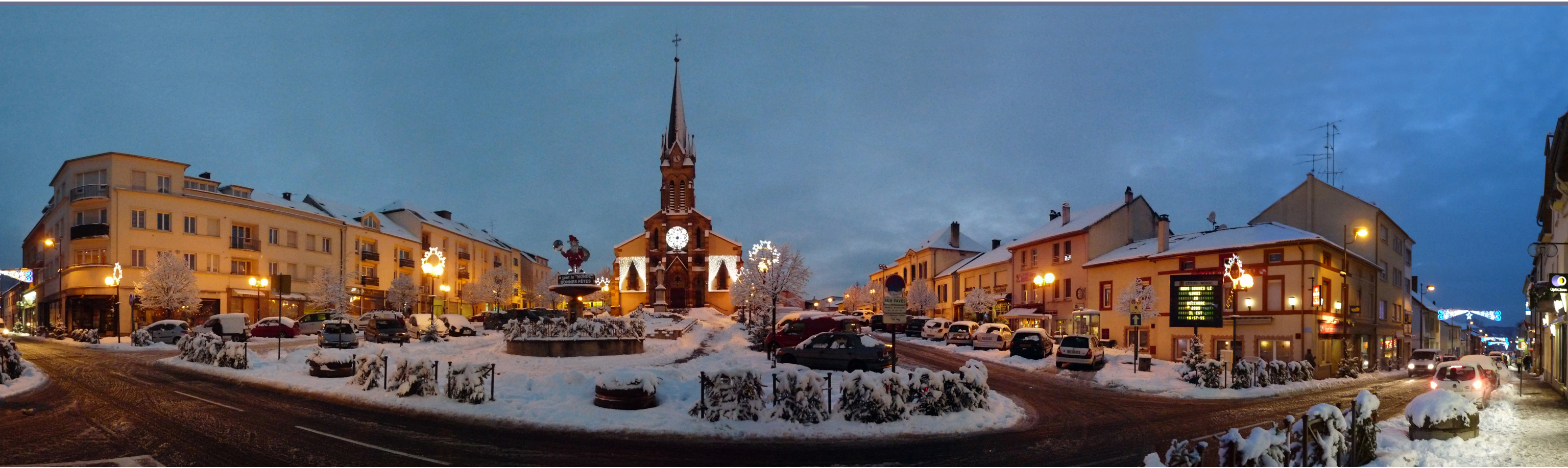
Vue sur la ville.

### Logement
En 2009, le nombre total de logements dans la commune était de 5 809, alors qu'il était de 5 596 en 1999.
Parmi ces logements, 94,5 % étaient des résidences principales, 0,3 % des résidences secondaires et 5,2 % des logements vacants. Ces logements étaient pour 35,7 % d'entre eux des maisons individuelles et pour 62,2 % des appartements.
La proportion des résidences principales propriétés de leurs occupants était de 38,9 %, en hausse sensible par rapport à 1999 (33,4 %). La part de logements HLM loués vides (logements sociaux) était supérieure au seuil légal de 20 % : 24,5 % contre 24,6 % en 1999.

### Voies de communication et transports

#### Voies routières
L’autoroute A320 est tangente au territoire de la commune, la plaçant à cinquante minutes de Metz, à une heure vingt de Strasbourg et à une heure dix de Nancy.

#### Voies ferroviaires
Les gares régionales les plus proches sont celles de Forbach (pour les trajets en TER à destination de Metz ainsi que, depuis juin 2007, des trajets TGV (ICE) en partance pour Paris ou Francfort), de Sarreguemines et celle de Sarrebruck. La gare TGV de Forbach met Paris à une heure cinquante avec le TGV Est et Francfort en Allemagne à deux heures vingt.

#### Transports en commun
La ville de Stiring-Wendel est desservie par les lignes 1, 2 et 8 du réseau de bus Forbus.

## Toponymie

### Toponymes successifs
On relève les toponymes Syrin en 926, Stiringenditzweiller ou Stiringenditzchweiller en 1751, Styringen au XVIIIe siècle et enfin Stiring-Wendel en 1857.
En francique lorrain, la commune est nommée Stiringe ; et en allemand Stieringen-Wendel.
Le hameau d'origine était appelé Stiring, toponyme qui a pour origine un nom de personne germanique, suivi du suffixe -ingen puis -ing. Autrement, Stiring peut signifier l'enclos des bœufs (Stier = Bœuf/Taureau), car ce hameau était principalement constitué d'une ferme.  Lorsque la famille de Wendel a construit la cité industrielle, son patronyme a été ajouté au nom du hameau.

### Sobriquets
Les habitants portaient le sobriquet Die Stiringer Sandhase, c'est-à-dire Les lièvres des sables de Stiring.

## Histoire
Le hameau de Stiring faisait partie du comté de Forbach, ainsi que de la communauté et de la paroisse de Schœneck. Un complexe sidérurgique appartenant à la famille de Wendel est construit en 1846 sur ce qui est alors un territoire faisant partie de la commune de Forbach.
Charles de Wendel (1809-1870) y construit également une cité industrielle comprenant logements ouvriers, écoles, presbytère et une église. Par décret impérial de Napoléon III, la cité annexe est élevée au rang de commune pleinement autonome le 3 juin 1857. Après la guerre de 1870, la ville comme l'Alsace-Lorraine passe sous contrôle allemand (Traité de Francfort). L’usine périclite jusqu’à sa fermeture en 1897. Le développement des houillères permet à l’économie de la ville de redémarrer.
Après deux générations de paix et de prospérité, les Mosellans se battent pour l’Empire allemand lorsque la grande guerre éclate en 1914. Beaucoup tombent sous l’uniforme allemand, sur le Front de l’Est, mais aussi à l’Ouest, en particulier en France et dans les Flandres. La commune redevient française en 1918.
La Seconde Guerre mondiale et le drame de l'Annexion marquent durablement les esprits. Une grande partie de la population de Stiring-Wendel sera déplacée en 1939 vers la Charente, en particulier à Chalais. La commune ne sera libérée que le 3 mars 1945 après de durs combats.

## Politique et administration

### Administration municipale

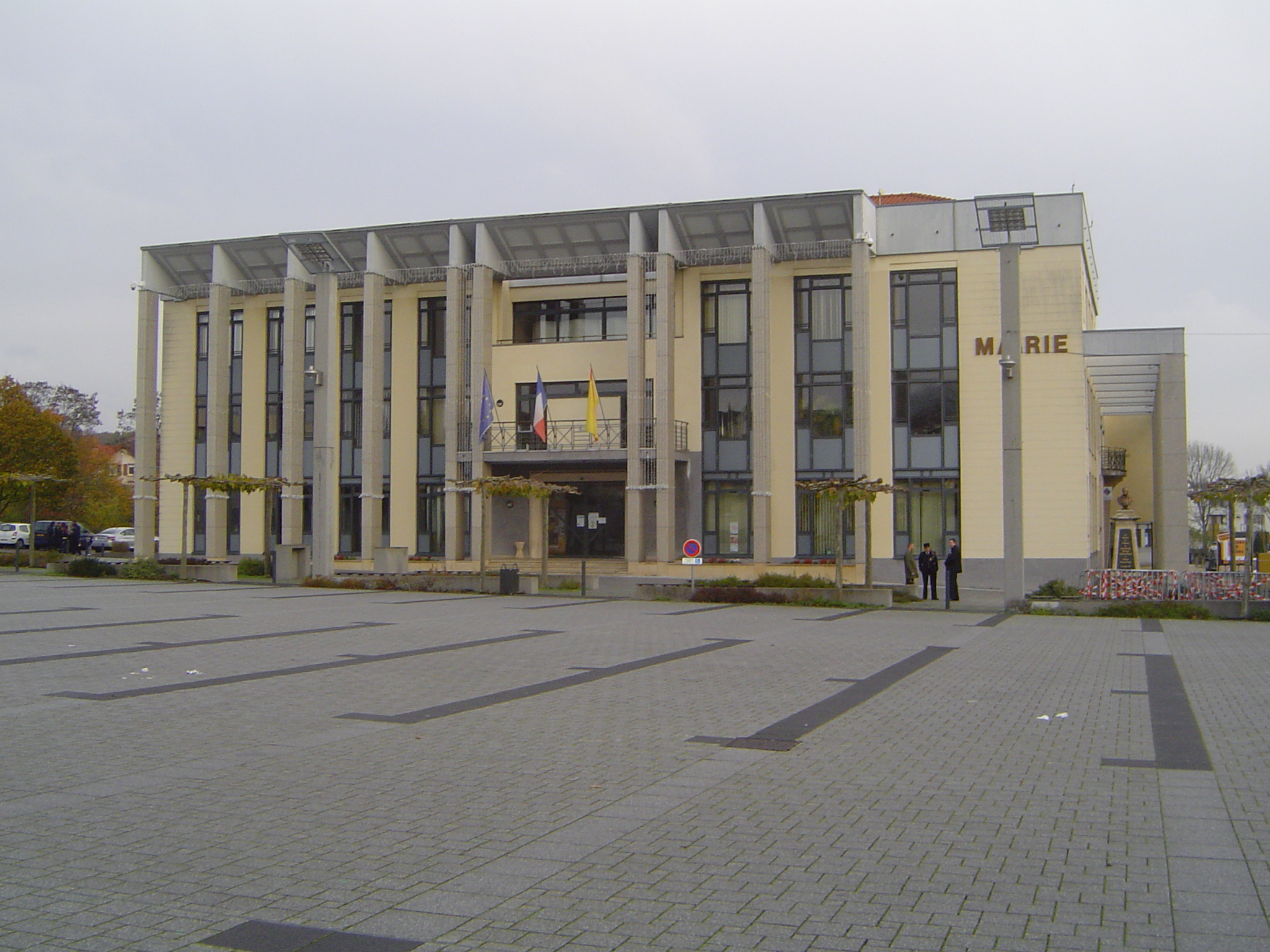
La mairie.

Le nombre d'habitants de la commune étant compris entre 10 000 et 20 000, le nombre de membres du conseil municipal est de 33.
Composition du conseil municipal en 2020.

### Liste des maires
| Période | Période               | Identité                 | Étiquette | Qualité                                                                                |
| ------- | --------------------- | ------------------------ | --------- | -------------------------------------------------------------------------------------- |
| 1857    | 1867                  | Étienne Adolphe Lang     |           | Directeur des forges de Stiring-Wendel                                                 |
| 1868    | 1872                  | Jean François AWeng      |           | Directeur des forges de Stiring-Wendel                                                 |
| 1872    | 1882                  | Jacques Bernard Poncelet |           | Chef de service aux forges de Stiring-Wendel                                           |
| 1882    | 1892                  | Eugène AWeng             |           | Directeur des forges de Stiring-Wendel                                                 |
| 1892    | 1898                  | François Maire           |           | Caissier des forges de Stiring-Wendel                                                  |
| 1898    | 1900                  | Adolphe Laurent          |           | Employé des forges de Stiring-Wendel puis des Houillières de Petite-Rosselle           |
| 1900    | 1912                  | Adolphe Laurent          |           | Employé des Houillières de Petite-Rosselle                                             |
| 1912    | 1918                  | Jean Kuhner              |           | Employé des Houillières de Petite-Rosselle                                             |
| 1918    | 1919                  | Nicolas Folmer           |           | Employé des Houillières de Petite-Rosselle                                             |
| 1919    | 1924                  | Louis Rauscher           |           | Agriculteur                                                                            |
| 1924    | 1939                  | Barthélémy Weidig        |           | Employé des Houillières de Petite-Rosselle                                             |
| 1945    | 1948                  | Jean Ganster             |           | Employé de la SNCF                                                                     |
| 1948    | 1959                  | Joseph Lang              |           | Fondé de pouvoir                                                                       |
| 1959    | 1963                  | Pierre Gandner           |           | Artisan sanitaire, chauffage et zinguerie                                              |
| 1963    | 1989                  | Rémy Botz                | app. UDF  | Fondé de pouvoir                                                                       |
| 1989    | 2020                  | Jean-Claude Holtz        | DVD       | Professeur d'histoire et de géographie Vice-président du conseil général de la Moselle |
| 2020    | En cours (au 07.2020) | Yves Ludwig              | DVD       | ?                                                                                      |

### Instances judiciaires et administratives
Stiring-Wendel relève du conseil de prud'hommes de Forbach, de la Cour administrative d'appel de Nancy, de la Cour d'appel de Metz, de la Cour d'assises de la Moselle, du tribunal administratif de Strasbourg, du tribunal d'instance de Saint-Avold, du Tribunal de grande instance à compétence commerciale de Sarreguemines Chambre Commerciale, du tribunal de grande instance de Sarreguemines, des tribunaux paritaires des baux ruraux de Sarreguemines et de Saint-Avold et du tribunal pour enfants de Sarreguemines.

### Politique environnementale
La municipalité a mis en place une déchetterie. Réservée aux habitants, elle est gratuite pour les particuliers.

## Population et société

### Démographie

#### Évolution démographique
L'évolution du nombre d'habitants est connue à travers les recensements de la population effectués dans la commune depuis 1861. Pour les communes de plus de 10 000 habitants les recensements ont lieu chaque année à la suite d'une enquête par sondage auprès d'un échantillon d'adresses représentant 8 % de leurs logements, contrairement aux autres communes qui ont un recensement réel tous les cinq ans,.

En 2022, la commune comptait 11 048 habitants, en évolution de −7,86 % par rapport à 2016 (Moselle : +0,52 %, France hors Mayotte : +2,11 %).
| 1861  | 1866  | 1871  | 1875  | 1880  | 1885  | 1890  | 1895  | 1900  |
| ----- | ----- | ----- | ----- | ----- | ----- | ----- | ----- | ----- |
| 2 589 | 3 310 | 3 508 | 3 671 | 3 737 | 3 854 | 3 920 | 3 646 | 2 912 |

| 1905  | 1910  | 1921  | 1926  | 1931   | 1936   | 1946   | 1954   | 1962   |
| ----- | ----- | ----- | ----- | ------ | ------ | ------ | ------ | ------ |
| 3 624 | 4 751 | 6 451 | 8 452 | 11 128 | 11 046 | 10 734 | 15 026 | 15 028 |

| 1968   | 1975   | 1982   | 1990   | 1999   | 2006   | 2011   | 2016   | 2021   |
| ------ | ------ | ------ | ------ | ------ | ------ | ------ | ------ | ------ |
| 13 757 | 12 665 | 13 581 | 13 743 | 13 129 | 12 588 | 12 438 | 11 991 | 11 067 |

| 2022   | - | - | - | - | - | - | - | - |
| ------ | - | - | - | - | - | - | - | - |
| 11 048 | - | - | - | - | - | - | - | - |

#### Pyramide des âges
La population de la commune est relativement âgée.
En 2018, le taux de personnes d'un âge inférieur à 30 ans s'élève à 28,4 %, soit en dessous de la moyenne départementale (33,6 %). À l'inverse, le taux de personnes d'âge supérieur à 60 ans est de 32,2 % la même année, alors qu'il est de 26,2 % au niveau départemental.
En 2018, la commune comptait 5 457 hommes pour 5 928 femmes, soit un taux de 52,07 % de femmes, légèrement supérieur au taux départemental (51,08 %).
Les pyramides des âges de la commune et du département s'établissent comme suit.
| Hommes | Classe d’âge | Femmes |
| ------ | ------------ | ------ |
| 0,6    | 90 ou +      | 1,2    |
| 7,9    | 75-89 ans    | 13,2   |
| 20,2   | 60-74 ans    | 20,9   |
| 25,0   | 45-59 ans    | 24,5   |
| 14,7   | 30-44 ans    | 14,6   |
| 16,1   | 15-29 ans    | 12,5   |
| 15,6   | 0-14 ans     | 13,0   |

| Hommes | Classe d’âge | Femmes |
| ------ | ------------ | ------ |
| 0,6    | 90 ou +      | 1,5    |
| 6,8    | 75-89 ans    | 9,5    |
| 17,2   | 60-74 ans    | 18,4   |
| 20,9   | 45-59 ans    | 20,5   |
| 19,5   | 30-44 ans    | 18,6   |
| 17,7   | 15-29 ans    | 15,7   |
| 17,4   | 0-14 ans     | 15,8   |

### Enseignement
Stiring-Wendel est située dans l'académie de Nancy-Metz.

#### Établissements scolaires
La ville administre quatre écoles primaires : l'école mixte du Centre, l'école mixte Vieux Stiring, l'école primaire Habsterdick et l'école primaire Verrerie Sophie.
Le département gère un collège : le collège Nicolas-Untersteller.

### Manifestations culturelles et festivités
En novembre 2014, la municipalité rend hommage au général Léon Grégoire par une exposition Le général Grégoire, un acteur de la Grande Guerre,.

### Cultes
La commune se situant en Moselle, le Concordat en Alsace-Moselle régit les relations entre l’Église et l’État : c'est un élément du droit local en Alsace et en Moselle. Il reconnaît et organise les cultes catholique, luthérien, réformé et israélite et permet à l'État de salarier les ministres de ces cultes.

#### Culte catholique
Le territoire de la commune dépend de la communauté de paroisses des puits Sainte-Marthe et Sainte-Stéphanie regroupant les paroisses catholiques de Stiring-Wendel et Schœneck au sein du diocèse de Metz. La paroisse de Stiring-Wendel dispose de trois lieux de culte : l'église Saint-François d'Assise, l'église Saint-Roch et l'église Sainte-Marie de la cité du Habsterdick.

#### Culte protestant
La paroisse luthérienne de Stiring-Wendel est membre de l’Église protestante de la Confession d'Augsbourg d'Alsace et de Lorraine (EPCAAL).

#### Culte musulman
La mosquée Masjid Al Bilal association  Franco-Maghrébine se situe à Vieux Stiring à l'ancienne salle des fêtes.

## Économie

### Revenus de la population et fiscalité
En 2011, le revenu fiscal médian par ménage était de 22 790 €, ce qui plaçait Stiring-Wendel au 28 181e rang parmi les 31 886 communes de plus de 49 ménages en métropole.
En 2009, 59,6 % des foyers fiscaux n'étaient pas imposables.

### Emploi
En 2009, la population âgée de quinze à 64 ans s'élevait à 8 224 personnes, parmi lesquelles on comptait 61,8 % d'actifs dont 49,3% ayant un emploi et 12,6 % de chômeurs.
On comptait 2 056 emplois dans la zone d'emploi, contre 1 932 en 1999. Le nombre d'actifs ayant un emploi résidant dans la zone d'emploi étant de 4 074, l'indicateur de concentration d'emploi est de 50,5 %, ce qui signifie que la zone d'emploi offre un emploi pour deux habitants actifs.

### Entreprises et commerces
Au 31 décembre 2010, Stiring-Wendel comptait 547 établissements : cinq dans l’agriculture-sylviculture-pêche, 32 dans l'industrie, 86 dans la construction, 348 dans le commerce-transports-services divers et 76 étaient relatifs au secteur administratif.

## Culture locale et patrimoine

### Lieux et monuments
La commune compte un monument inscrit et un objet classé, à l'inventaire des monuments historiques. Elle ne compte par ailleurs aucun lieu, monument ou objet répertorié à l'inventaire général du patrimoine culturel,.

#### Inventaire des monuments historiques

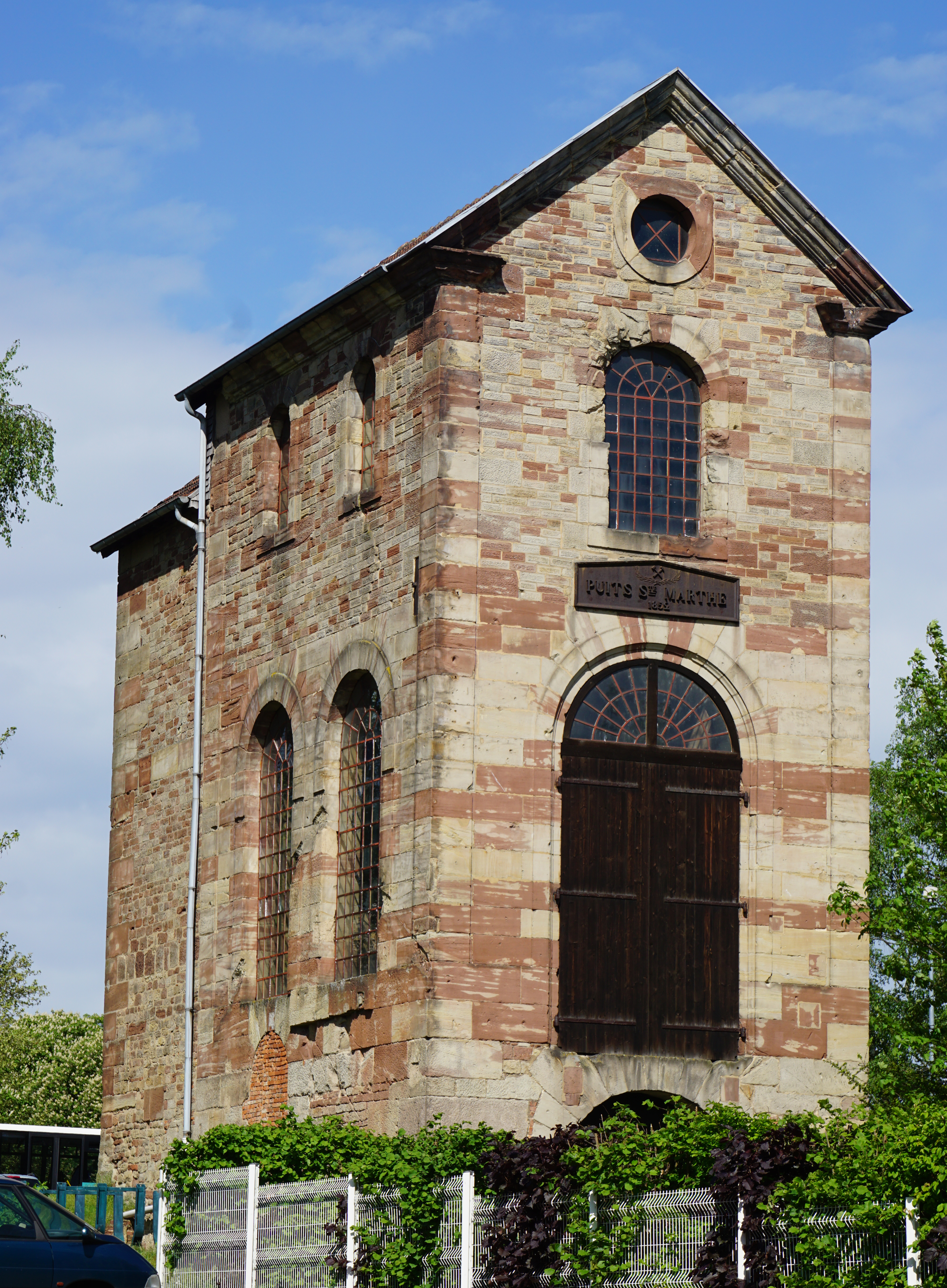
Puits Sainte-Marthe.

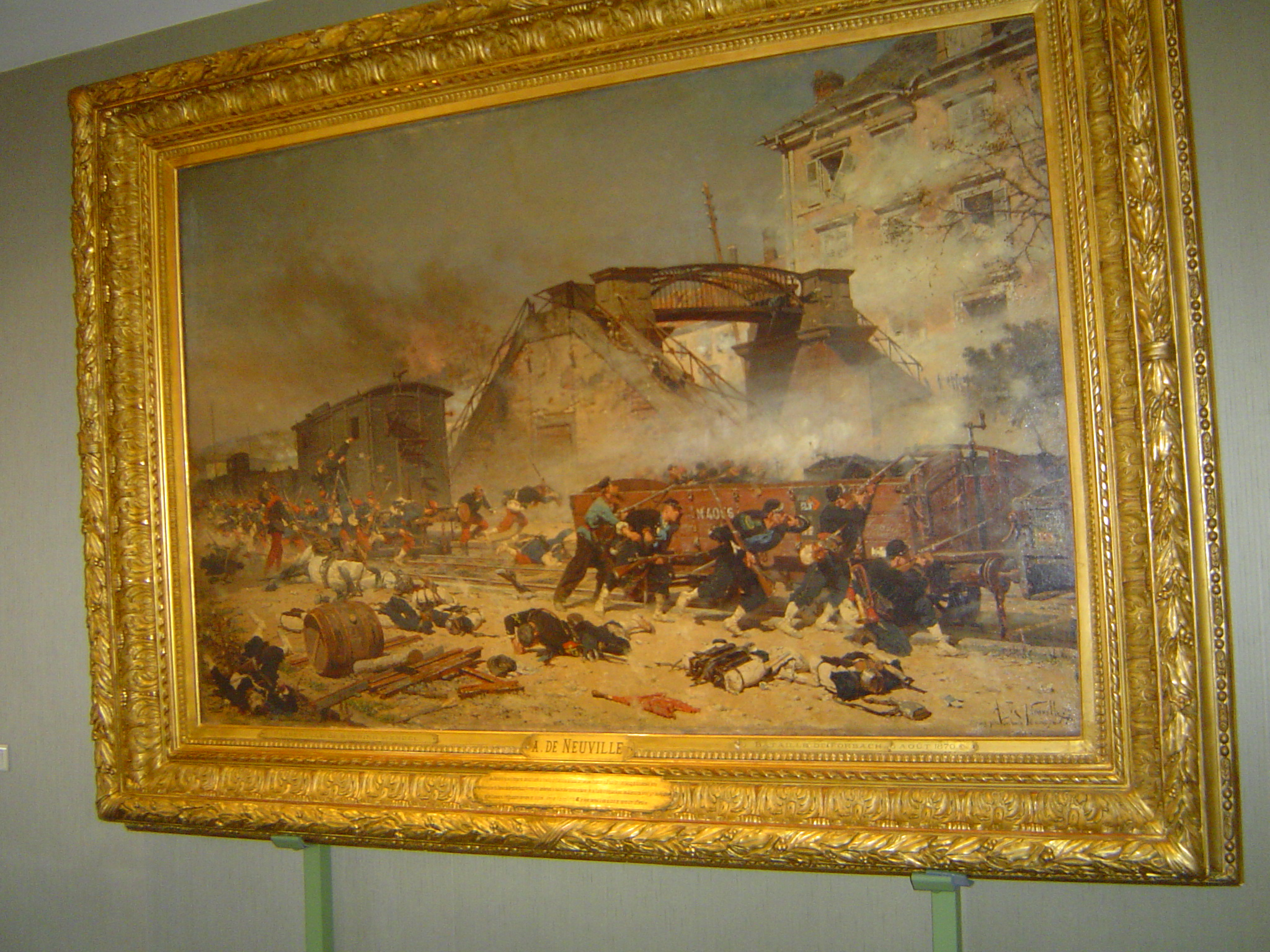
Tableau d'Alphonse-Marie-Adolphe de Neuville.

Le puits Sainte-Marthe daté de 1849-1852 est l'un des plus anciens chevalements houillers maçonnés subsistant en France. Il est inscrit à l'inventaire des monuments historiques depuis le 22 octobre 1992.
Le tableau intitulé Un épisode de la bataille de Forbach : le combat de la passerelle de Stiring-Wendel du 6 août 1870 dû au peintre Alphonse-Marie-Adolphe de Neuville et situé dans la salle du conseil au sein de la mairie. Il est « classé » depuis le 3 décembre 1984.

#### Édifices religieux
- Église Saint-François néo-gothique (1856), construite par la famille De Wendel.
- Église Saint-Roch du XIXe siècle Verrerie-Sophie.
- Église Sainte-Marie, cité du Habsterdick du XXe siècle.
- Église luthérienne entièrement rénovée, mise en chantier en 1939 et inaugurée en 1952, située rue Stockfeld.
- Église néo-apostolique rue de l'Abbé-Bour.

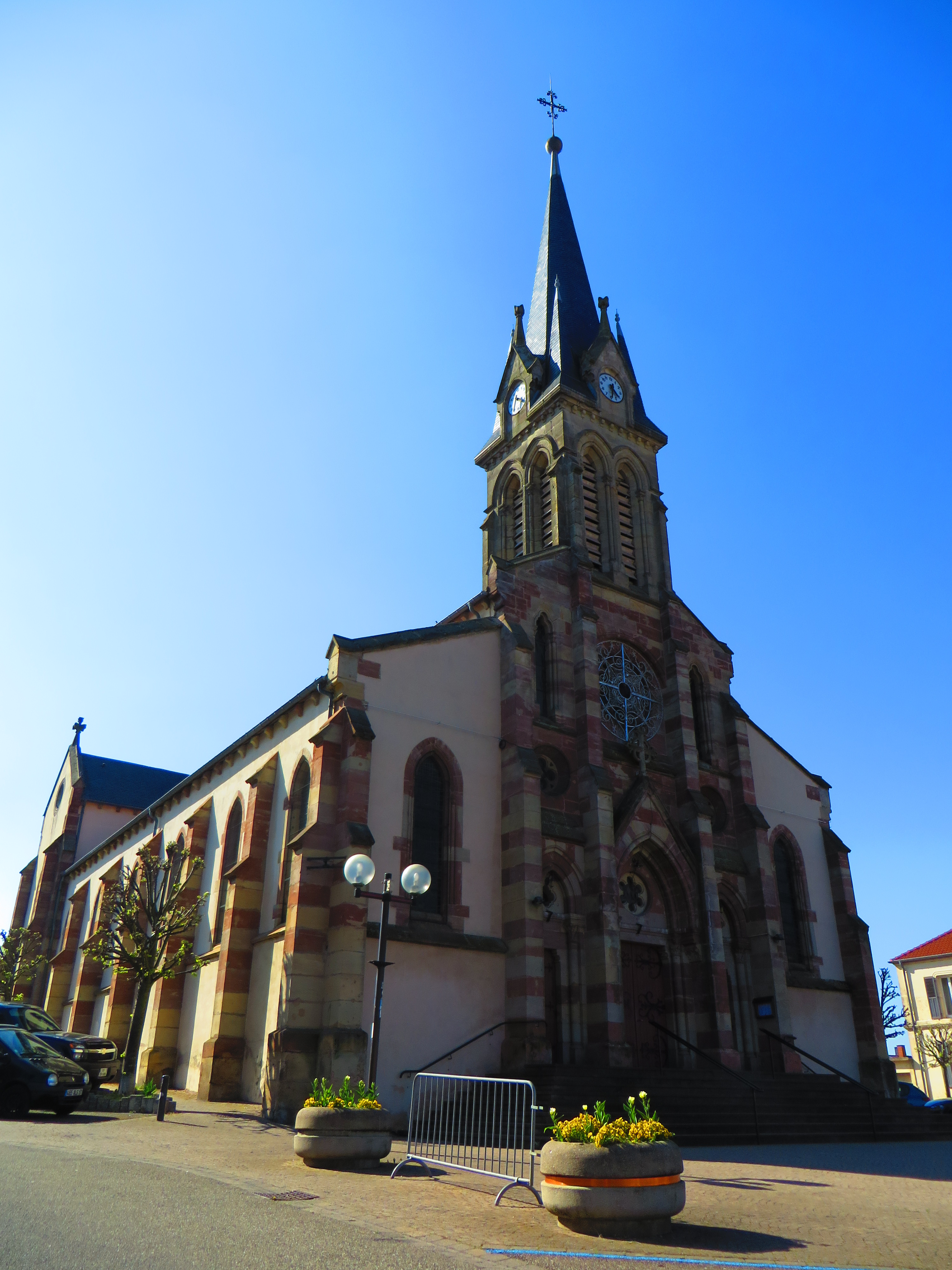
Église Saint-François.
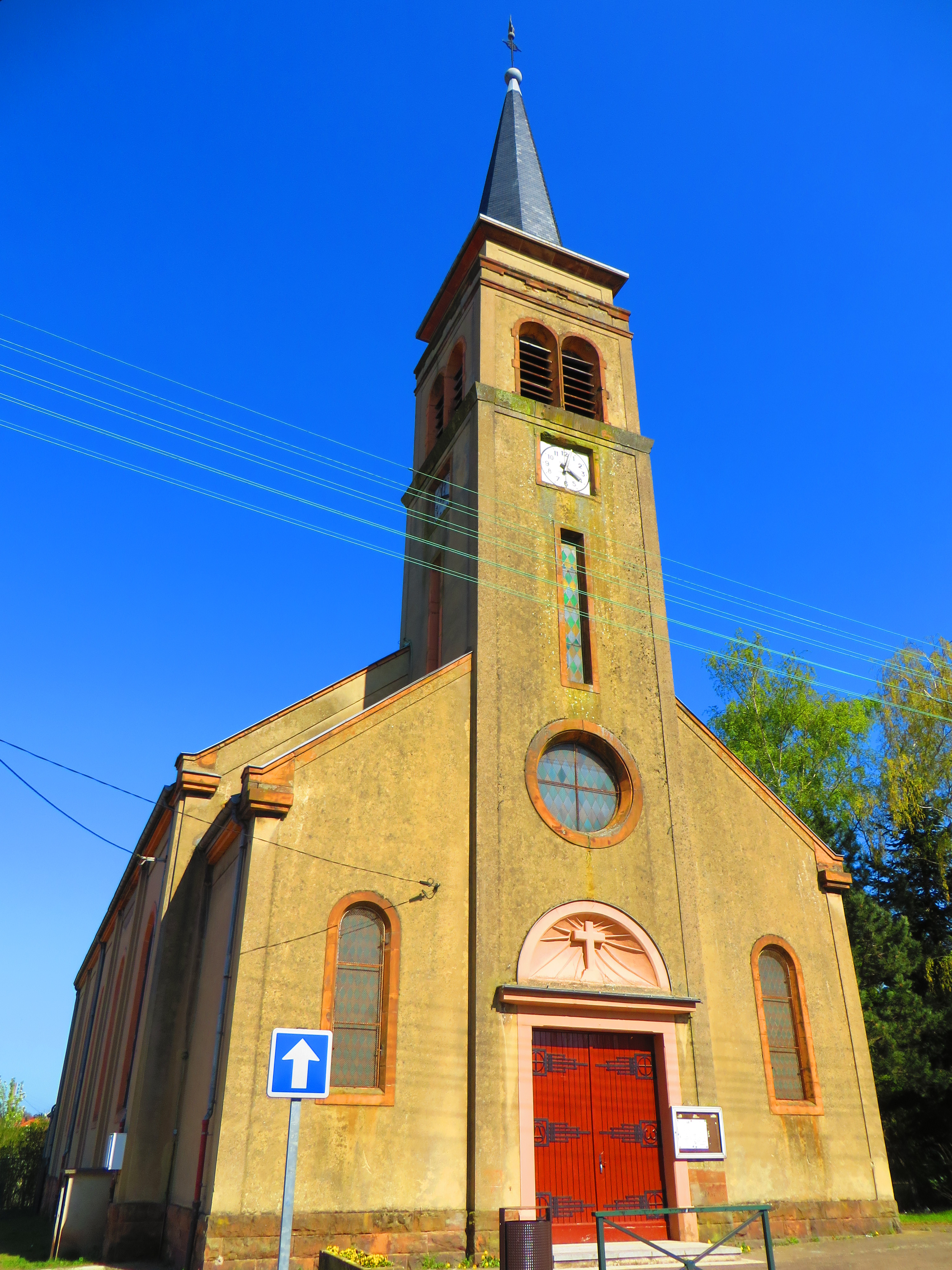
Église Saint-Roch.
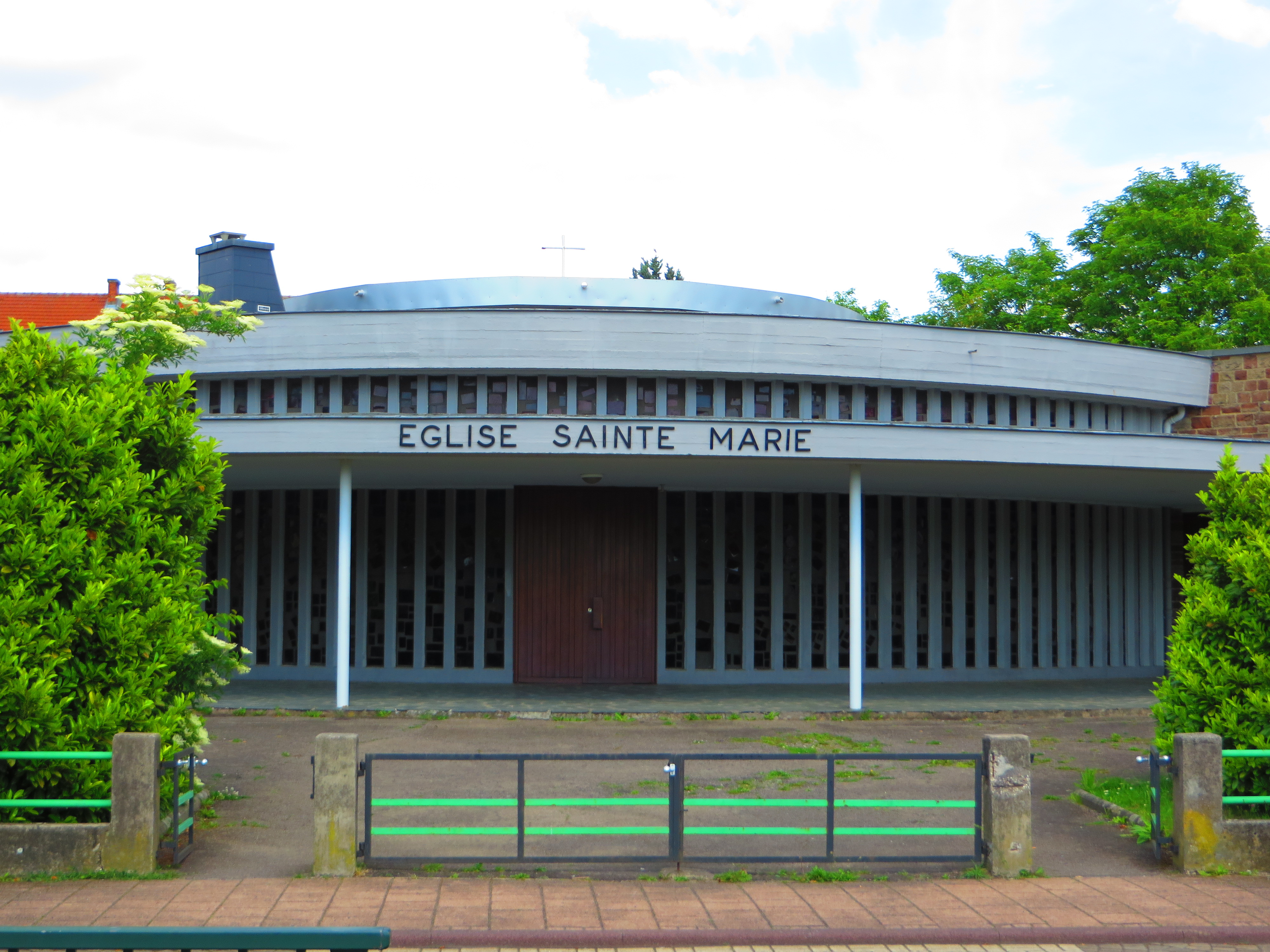
Église Sainte-Marie d'Habsterdick.
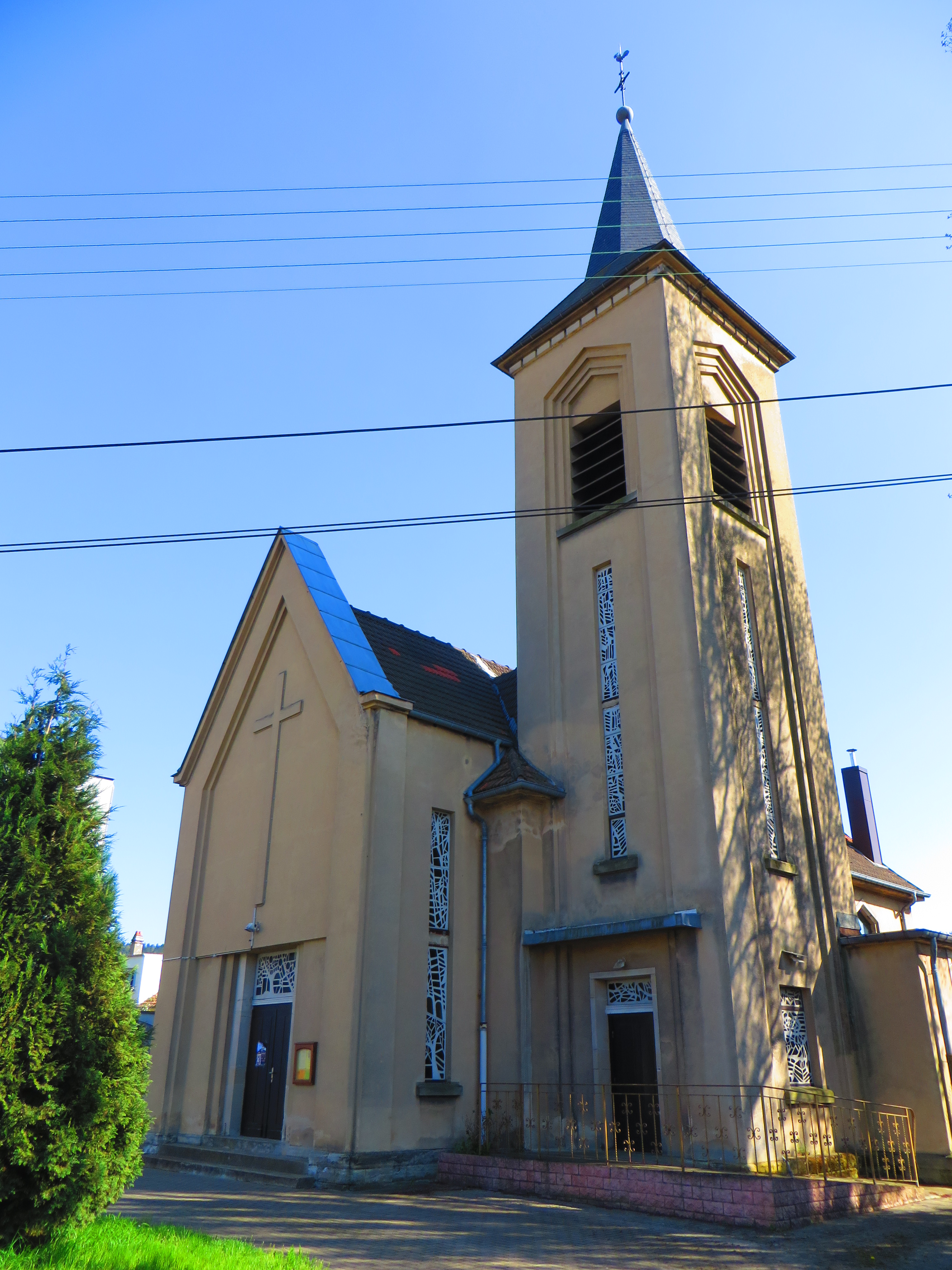
Église luthérienne.
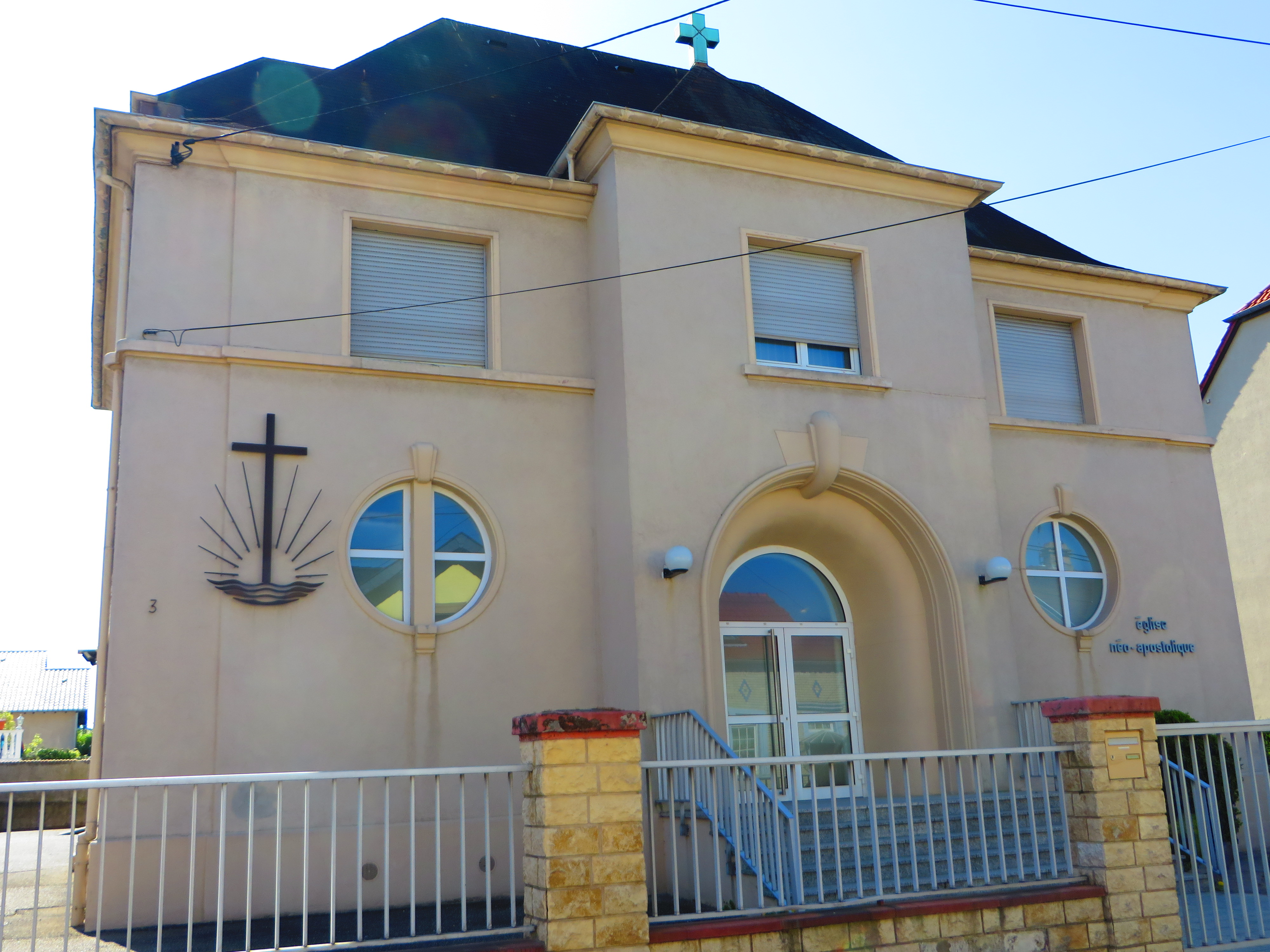
Église néo-apostolique.

### Patrimoine culturel

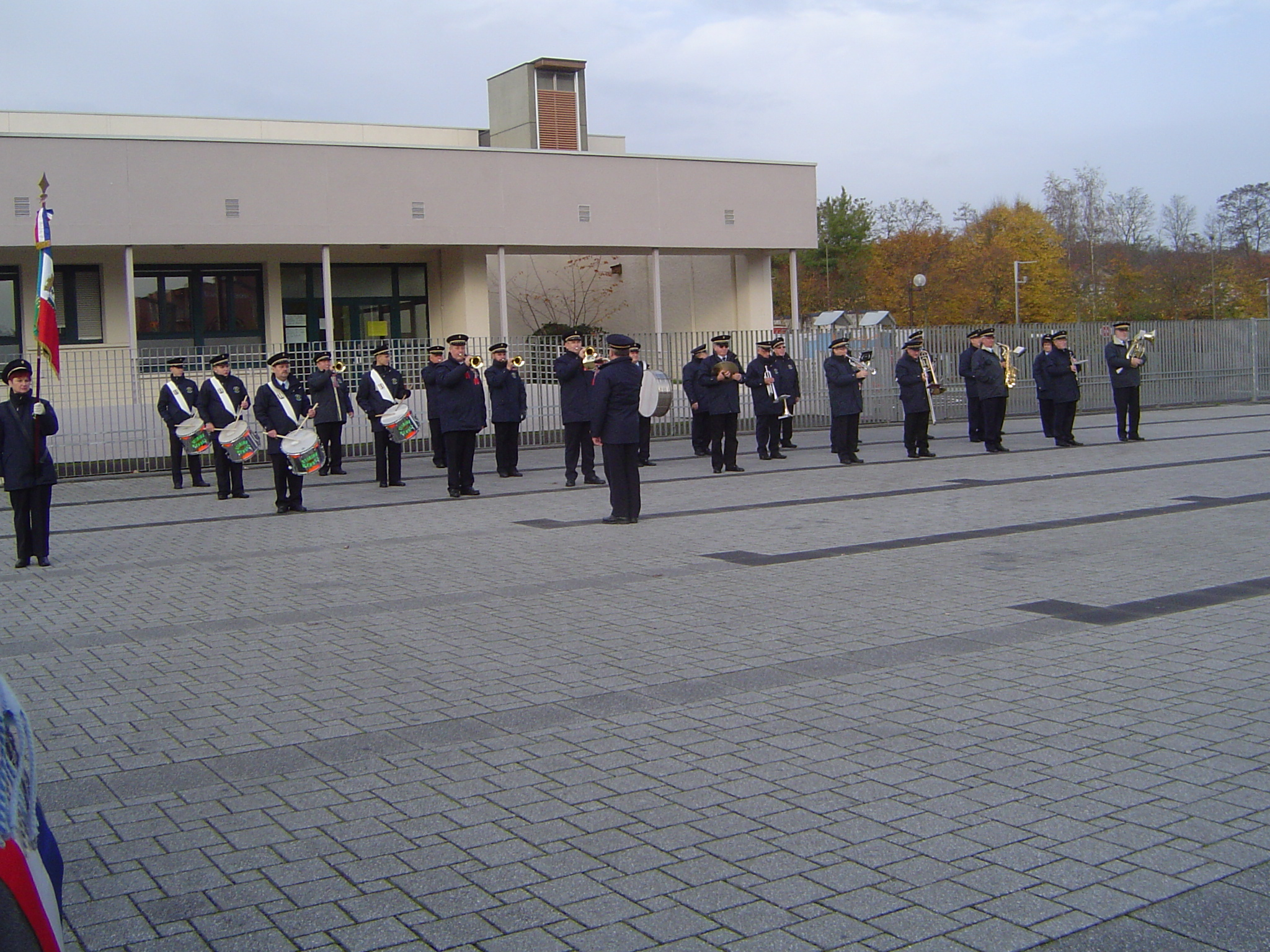
L'harmonie municipale, le 11 novembre 2014.

La commune dispose d'une harmonie municipale.

### Personnalités de la commune

#### Personnalités nées à Stiring-Wendel
- Émile Grosshans (1938-2016), footballeur.
- Camille Fischbach (1932- 2020), footballeur, gardien de but
- Denis Trierweiler (1952), philosophe et journaliste.
- Nicolas Untersteller (1900-1967), peintre et décorateur.

#### Personnalités liées à Stiring-Wendel
- Charles de Wendel (1809-1870), entrepreneur et homme politique, créateur de la commune.
- Patricia Kaas (1966), chanteuse, née à Forbach. Elle a vécu à Stiring-Wendel dans le quartier du Habsterdick.
- Christian Ott (1968), organiste et claveciniste, il a grandi à Stiring-Wendel.
- Sophie Huber (1985), nageuse, ayant participé aux Jeux olympiques d'été de 2008. Elle vit à Stiring-Wendel.
- Kévin Pfeffer (1990), homme politique, a grandi au Habsterdick.

### Héraldique
| Blason de Stiring-Wendel | Blason  | Coupé au 1er, parti d'argent au lion de sable, armé et lampassé de gueules et, de sable à la coupe d'or à la cotice en barre de gueules brochant ; au 2e, de gueules à trois marteaux d'or en sautoir et en pal, celui en pal renversé, liés d'azur. |
| Blason de Stiring-Wendel | Détails | Le lion est le blason des comtes de Forbach, seigneurs de Vieux-Stiring. La coupe et la cotice sont les armes de Sophie de Wasaborg, comtesse de Forbach, qui a donné son nom à Verrerie-Sophie. Les marteaux sont les armes de la famille de Wendel. La ville est décorée de la croix de guerre 1939-1945. Le statut officiel du blason reste à déterminer. |

## Pour approfondir

#### Ouvrages
- Jean-Marc Brzezinski, Pour la remise en valeur d'un patrimoine industriel : la concession de Wendel, Unité pédagogique d'architecture de Strasbourg, 1982
- Daniel Deutsch, Patrons, mineurs et autres, 2002
- Raymond Engelbreit, La Verrerie-Sophie, naissance et évolution d'une cité verrière dans le comté de Forbach au XVIIIe siècle, mémoire de maîtrise, 1988
- Marcel Gangloff avec la contribution de Denis Ernwein, Stiring-Wendel : naissance d'une ville, 1994
- Marcel Gangloff et Georges Fickinger, 40e anniversaire de la libération de Stiring-Wendel, 1985
- Pierre Hoffmann, Chronik des Gemeinde Stieringen-Wendel, 1905
- Pierre Hoffmann, Stiring-Wendel, Ein Beitrag zur Gründung und Entwickelung einer neuzeitlichen Industriegemeinde, 1938
- Jean-Claude Holtz, Les pages du Habsterdick 1926-1988, 1988
- Jean-Marie Schmitt, En passant par la Lorraine de ma mémoire, Éditions De Borée 2013.

#### Publications de la mairie
- Cent ans de vie communale, 1957
- Cent cinquante ans de vie communale, 2007,  (ISBN 2-95224-212-7), 154 pages,